# Xanthopimpla barodaensis
Xanthopimpla barodaensis är en stekelart som beskrevs av Lal 1968. Xanthopimpla barodaensis ingår i släktet Xanthopimpla och familjen brokparasitsteklar. Inga underarter finns listade i Catalogue of Life.